# Multicar
Multicar is een klein multifunctioneel bedrijfsvoertuig, dat door de Multicar-fabriek, onderdeel van Hako, in Waltershausen geproduceerd wordt. Multicar is ondertussen het enige nog bestaande automerk uit de voormalige DDR.

## Geschiedenis
In 1920 werd de huidige onderneming als ADE-Werke – de ondernemer heette Arthur Ade (1882–1957) – opgericht. Er werden landbouwmachines, aanhangwagens en trekhaken voor vrachtwagens en tractoren gemaakt. Na de Tweede Wereldoorlog werd in 1946 de productie weer opgestart als Gerätebau Waltershausen.
In 1948 kreeg het bedrijf de naam VEB Fahrzeugwerk Waltershausen, die hij tot de privatisering in 1991 droeg. De oorspronkelijke Diesel-Ameise DK 2002 werd vanaf 1951 bij VEB Brand-Erbisdorf geproduceerd. Het voertuig was bedoeld voor gebruik op bedrijfsterreinen, leverde 5,6 pk en de besturing werkte middels een kantelende plaat onder de staande bestuurder. In 1956 werd de productie van de Diesel-Ameise DK 3 gestart, die voorheen in Ludwigsfelde respectievelijk Brand-Erbisdorf gebouwd werd. Het voertuig was er behalve als pick-up ook al als kiepwagen. In 1958 werd de eerste Multicar geproduceerd, de eveneens nog voetgestuurde M21. Tot 1964 verlieten 14.000 stuks de fabriekshallen in Waltershausen. De volgende tien jaren liepen 42.500 voertuigen van de serie M 22 van de band. Tot 1978 werd de opvolger M 24 geproduceerd, waarvan 25.600 exemplaren (daarvan 48% voor de export) de fabriek verlieten. De M 25 was een exportsucces: 70% van de voertuigen gingen naar Comecon-landen en naar het westen. In Groot-Brittannië verscheen in samenwerking met Harsco-Permaquip een Rail-wegvoertuig.

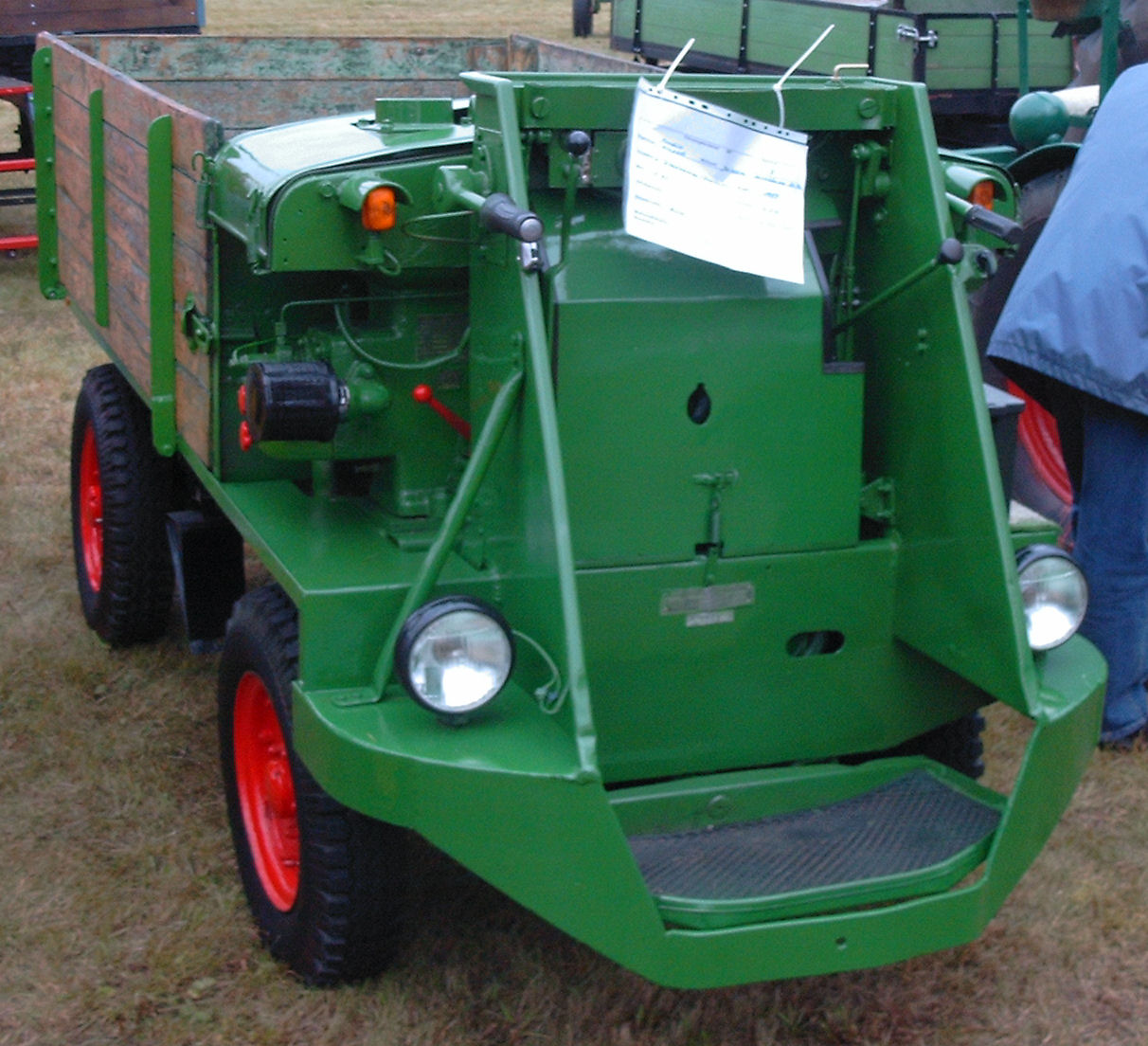
Diesel-Ameise DK3
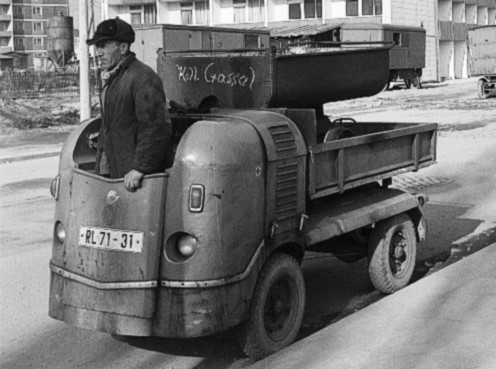
Multicar DK4 / M 21
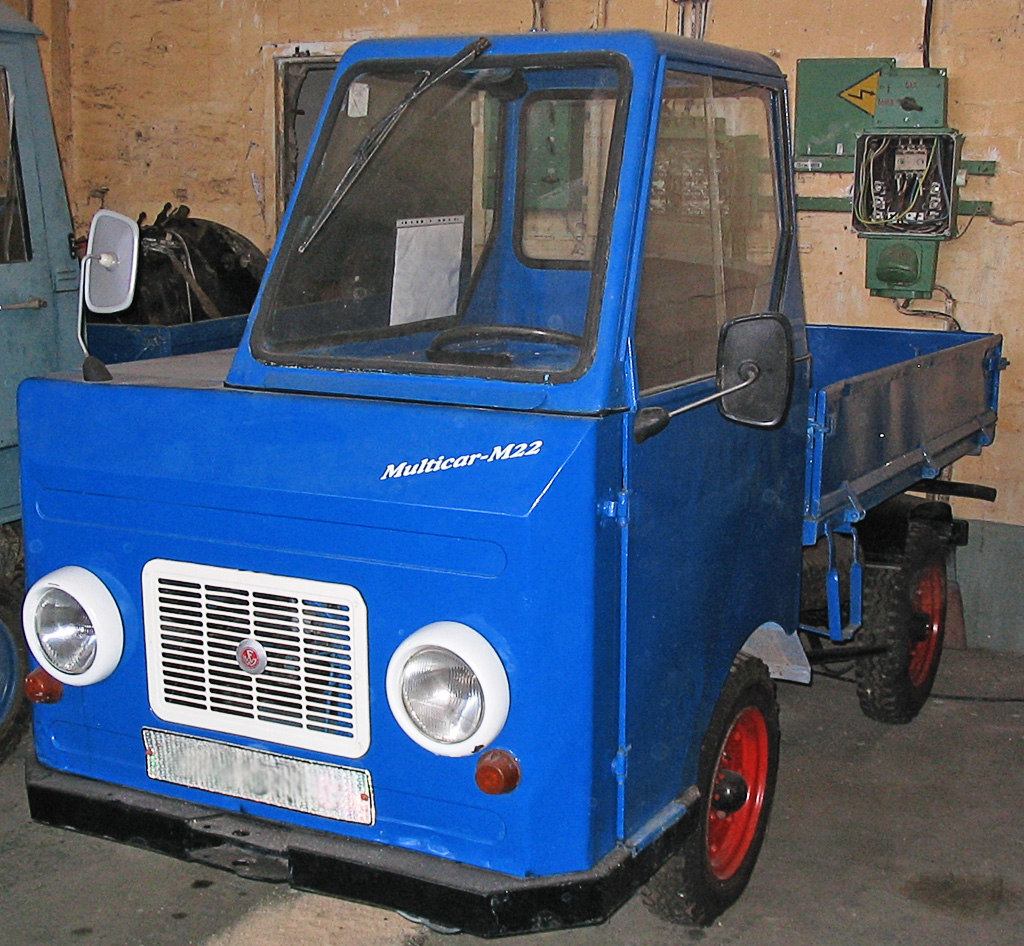
Multicar M 22
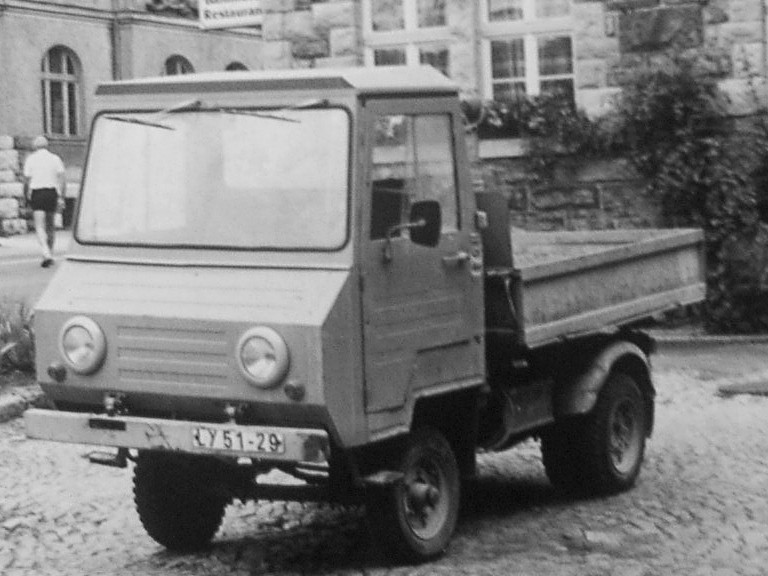
Multicar M 24
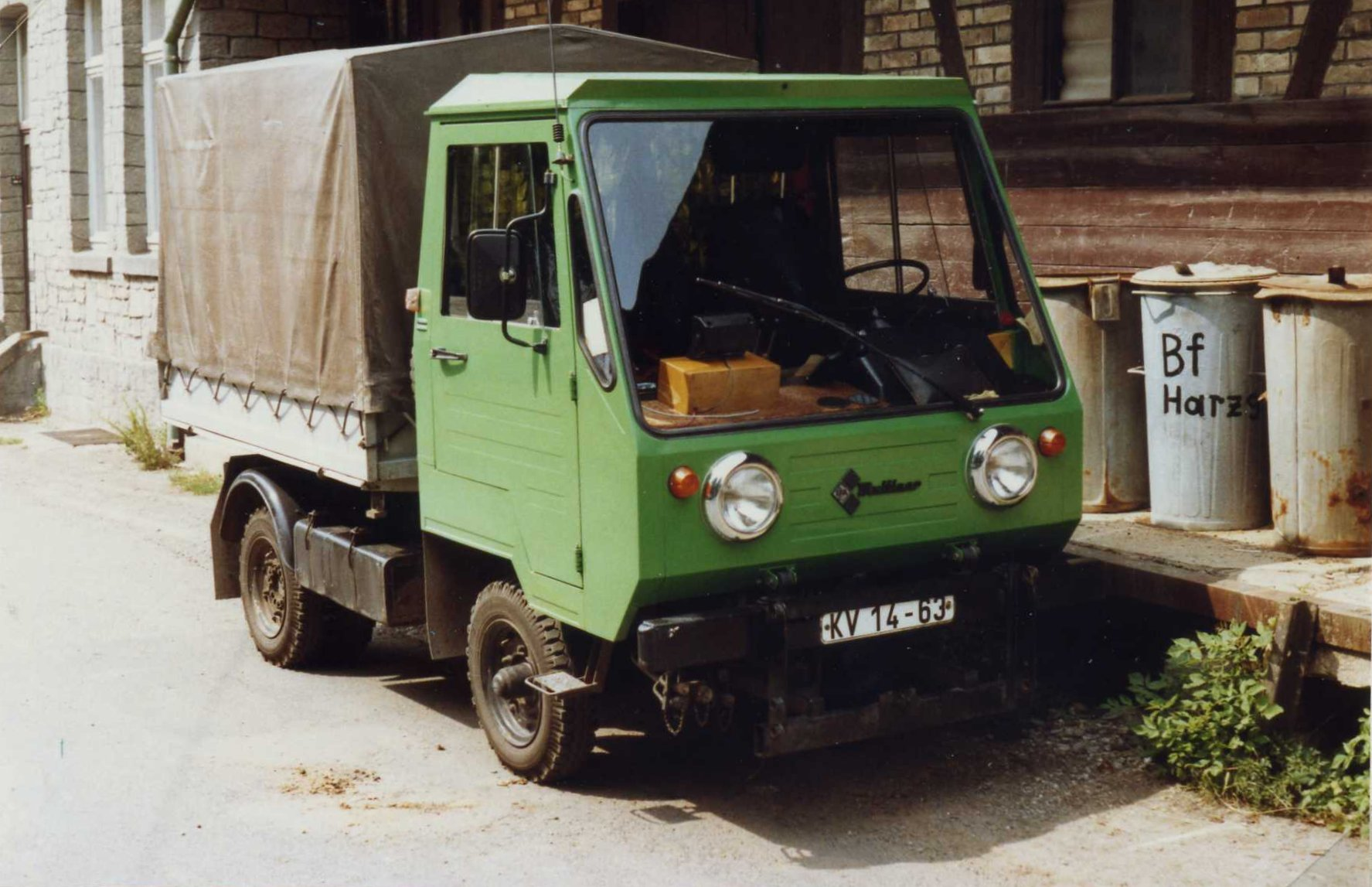
Multicar M 25 (model voor de Wende)

### Na de Wende
De productie van de M 25 werd in 1991 met VW-motor voortgezet. Ongeveer 100.000 stuks werden geproduceerd. In 1991 werd het Volkseigener Betrieb geprivatiseerd. Drijvende kracht in de periode tijdens en na de Wende was het voormalige hoofd Materiaaleconomie bij Multicar, Manfred Windus, die in 1993 tot Manager van het Jaar werd bekroond.
Van 1993 tot 2010 werd het opvolgermodel M 26 geproduceerd.

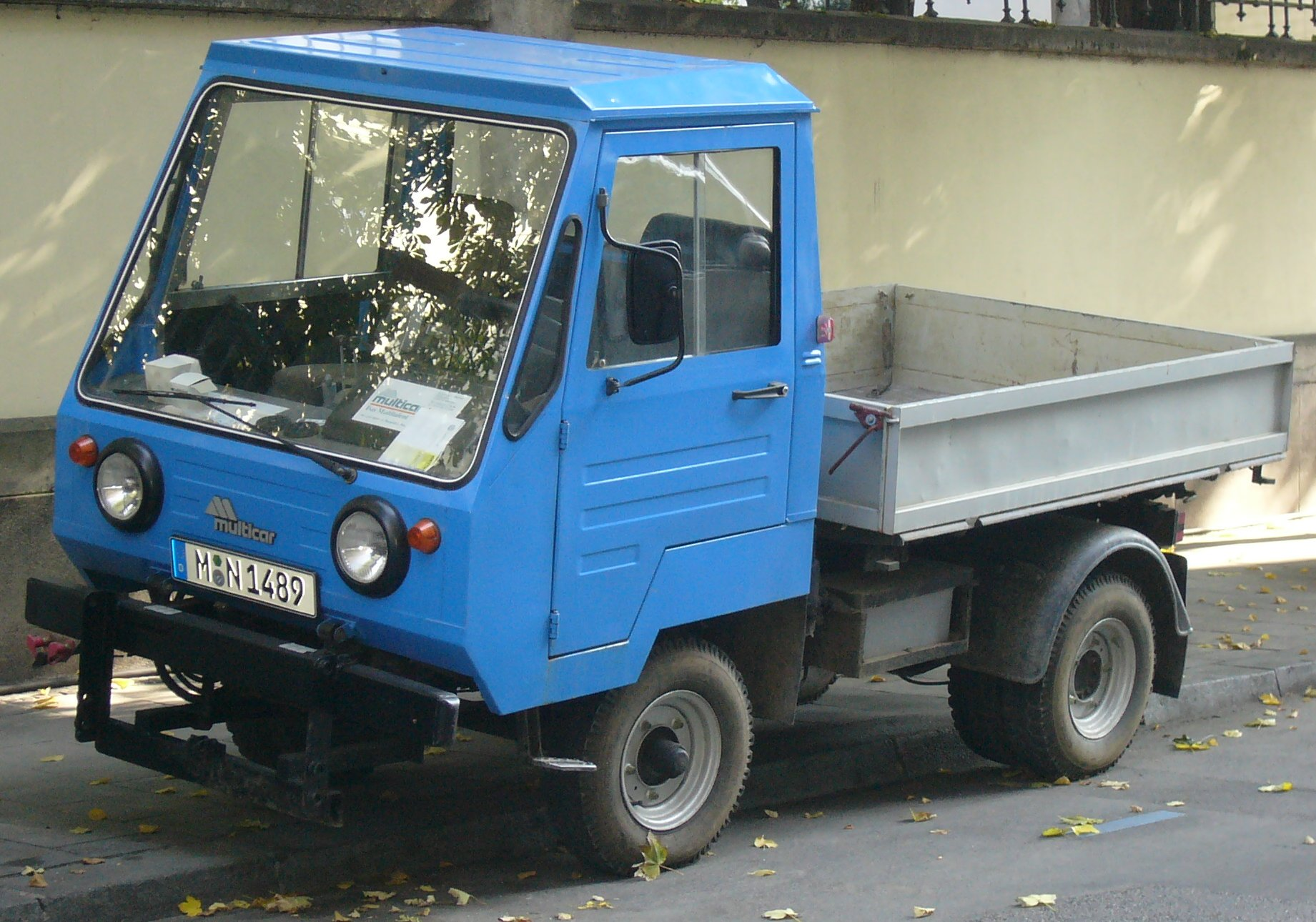
Multicar M 25 (model na de Wende)
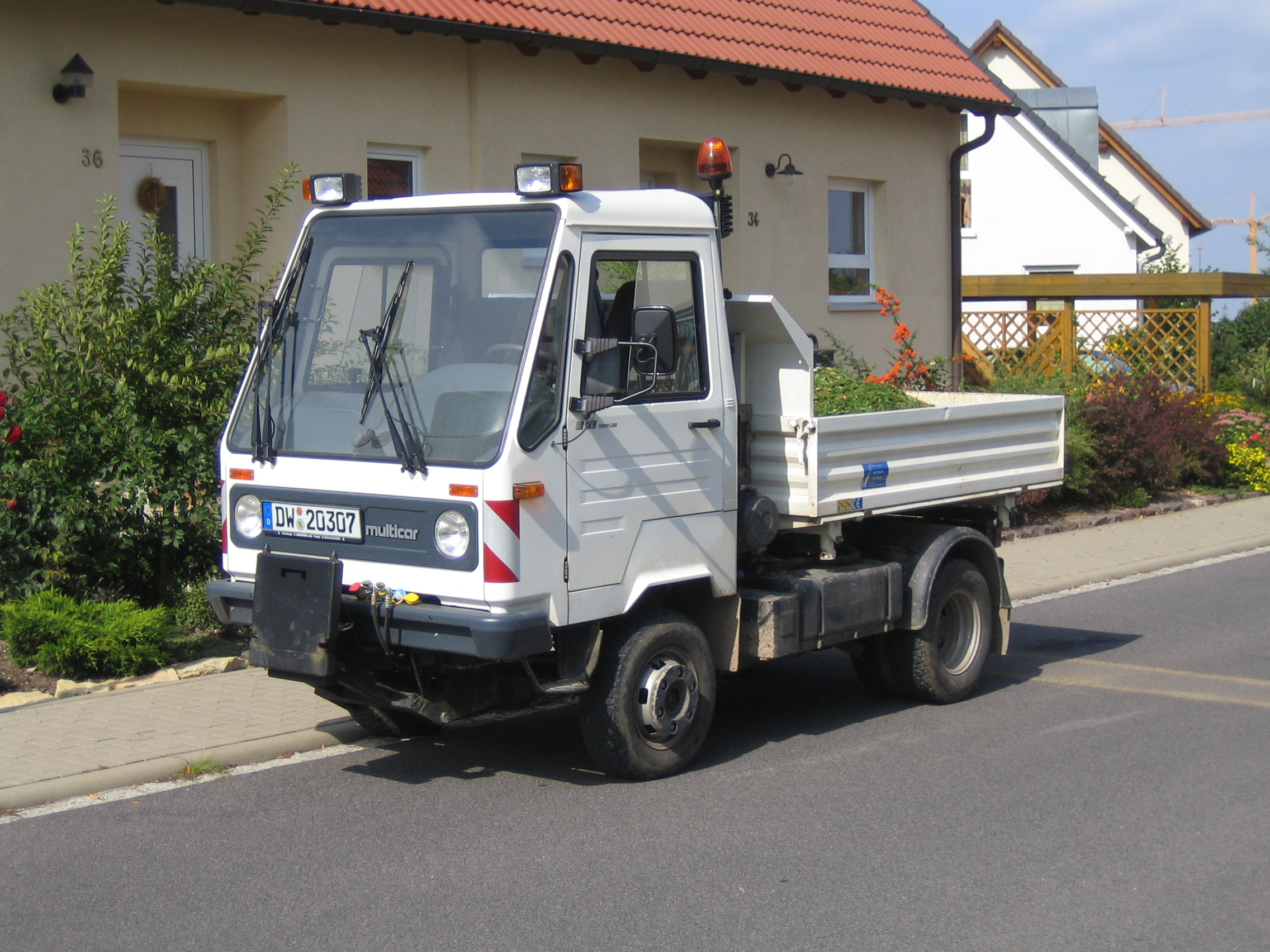
Multicar M 26

### Overname door Hako GmbH
In 1998 nam Hako GmbH de aandelen van Deutsche Beteiligungsgesellschaft over en werd daarmee de meerderheidsaandeelhouder. De producten TREMO (voorheen Kramer) en UX 100 (voorheen Unimog) werden in Waltershausen samengebracht. In 2001 begon de bouw van de nieuwe serie M30 Fumo (Functie en Mobiliteit). In samenwerking met Krauss-Maffei Wegmann wordt sinds 2004 het voertuig ESK Mungo voor gebruik door de Bundeswehr geproduceerd.
De bedrijfsleider Walter Botschatzki kreeg in 2005 door de Duitse Bondspresident Horst Köhler de Orde van Verdienste van de Bondsrepubliek Duitsland toegekend.
In 2005 ging Multicar op in Hako, het bedrijf werd ontbonden en Multicar bleef slechts een merk van Hako. Sinds het voorjaar van 2013 wordt Multicar alleen nog als productlijn aangeboden onder het overkoepelende merk Hako.

## Actuele modellen
In de zomer van 2013 werd het nieuwe model M 31 voorgesteld. De M 30 FUMO wordt in de toekomst alleen nog met dubbele cabine geproduceerd. Daarmee omvat het assortiment nu vier civiele modellen: TREMO, M 27, M 30 FUMO DoKa, M 31.

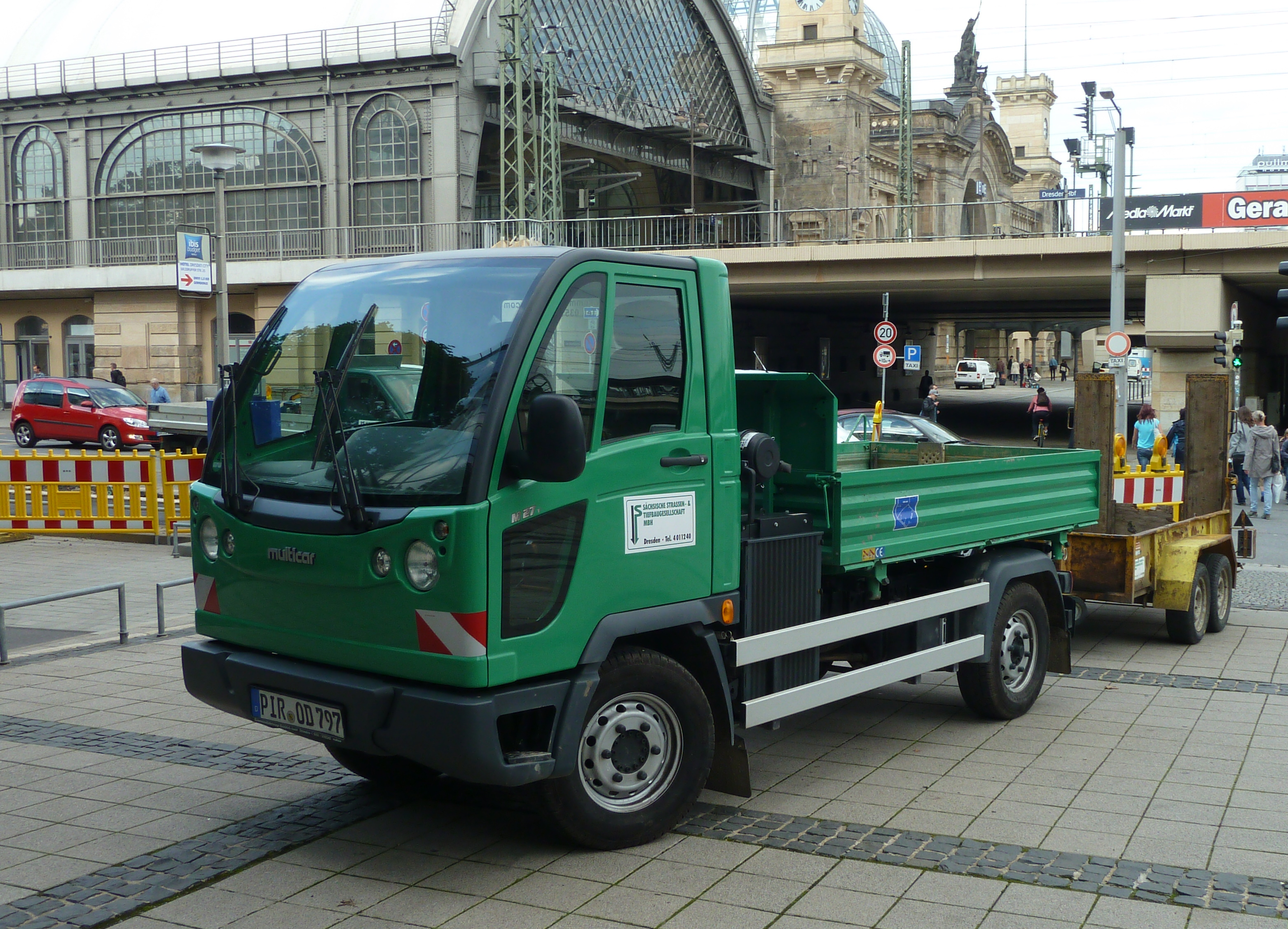
Multicar M 27
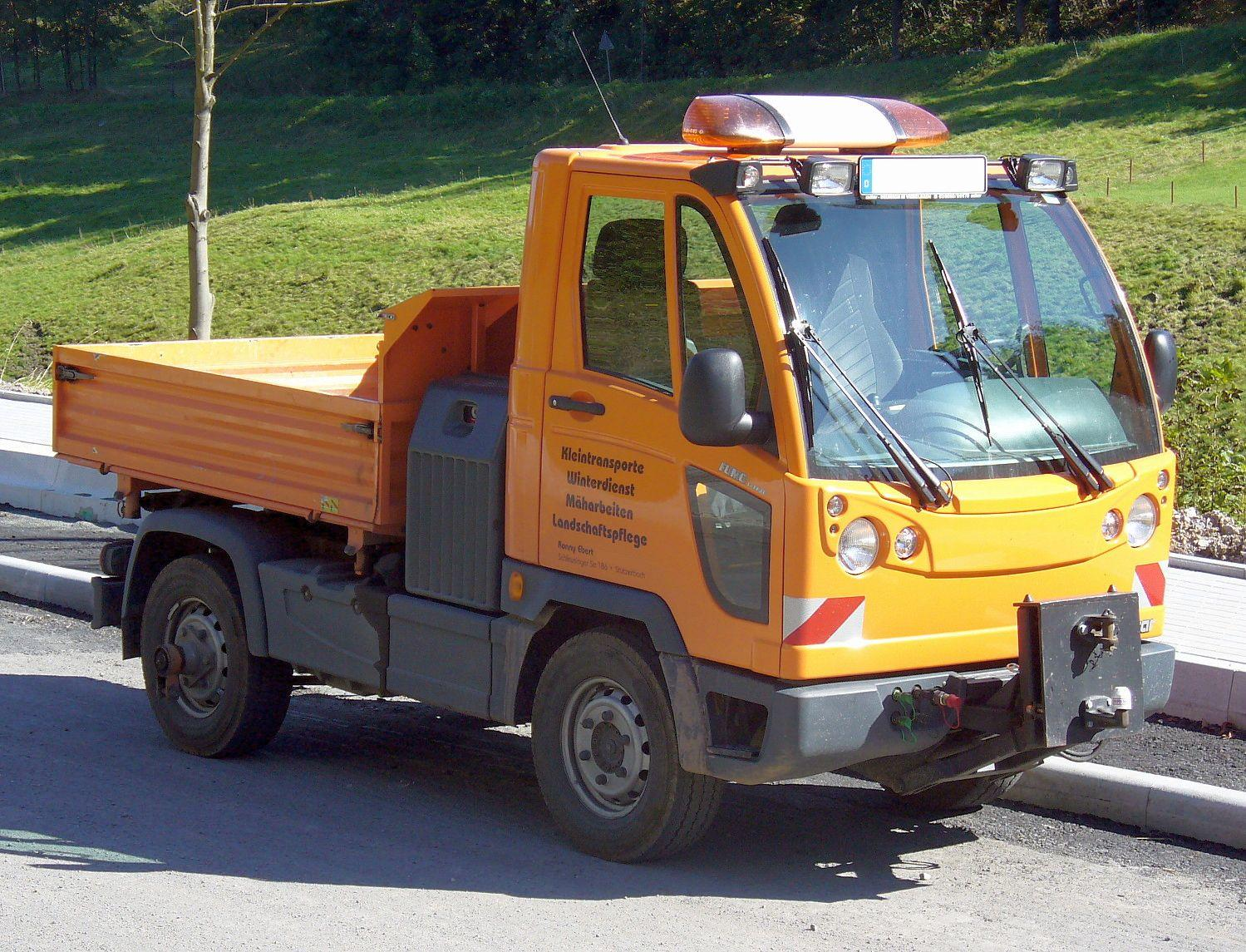
Multicar FUMO
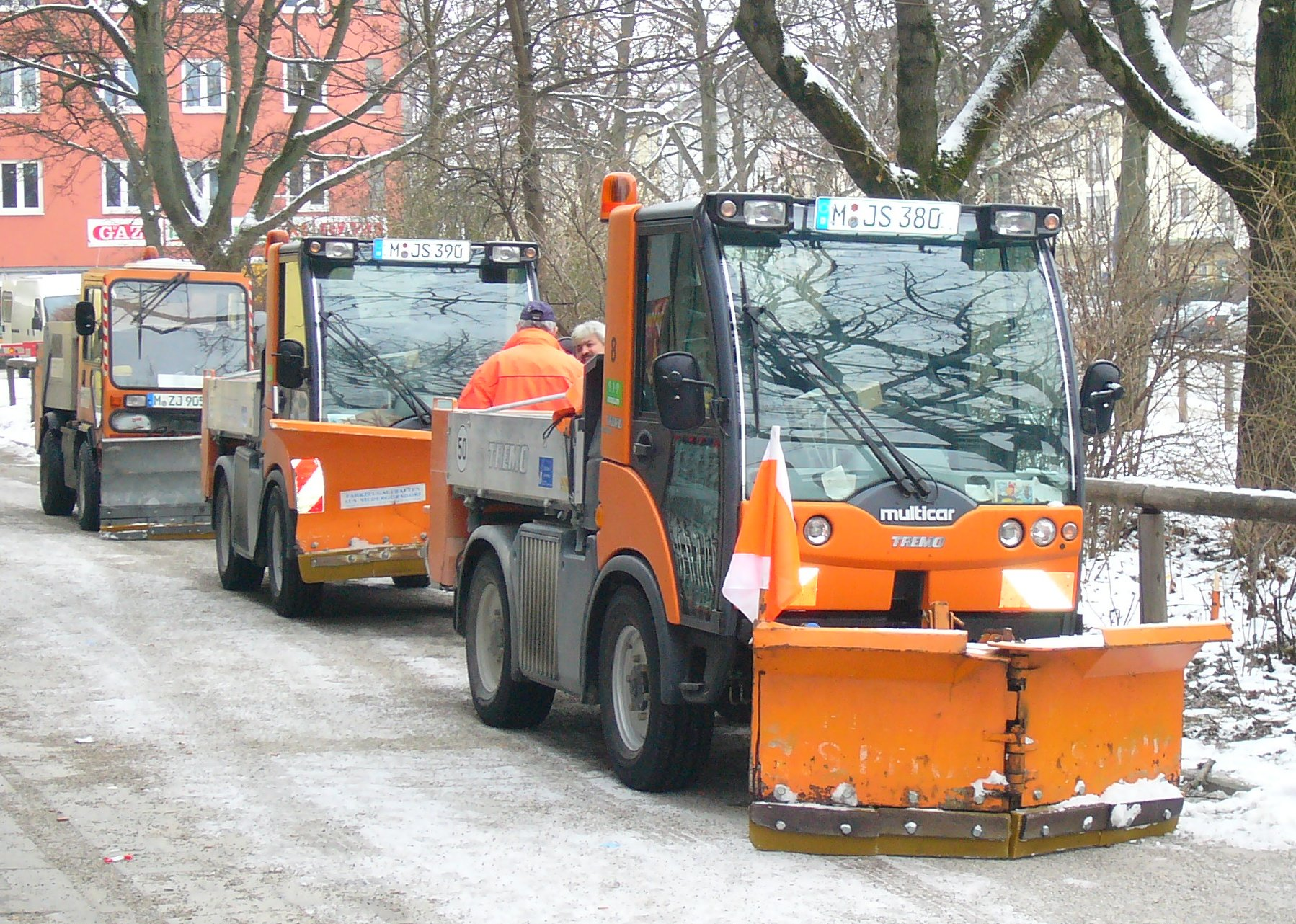
Multicar TREMO
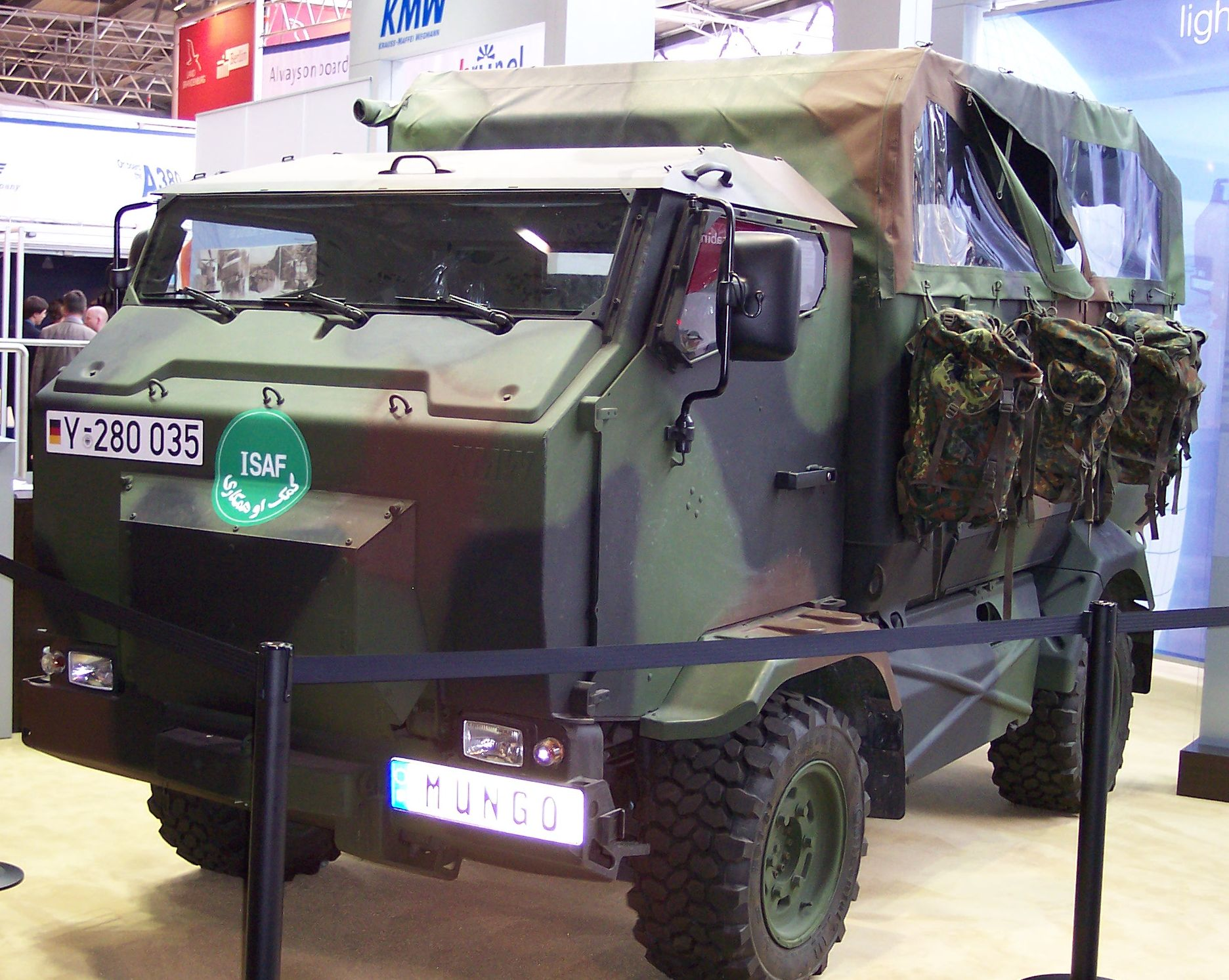
Mungo

De serie M 31 voldoet sinds 2015 aan de Euro6-emissienorm. De producten M 27, FUMO, de bijzonder smalle TREMO en gedeeltelijk de serie M 31 voldoen aan de Euro5-norm. Multicar gebruikt onder andere twee verschillende Common-Rail dieselmotoren.
Als eerste worden de modellen M 27 en TREMO door een 102 pk sterke Volkswagen viercilinder dieselmotor aangedreven, die met de aanduiding 2.0 TDI ook gebruikt wordt in de VW Crafter, de VW T5 en talrijke personenwagenmodellen van het VW-concern (VW, Audi, Škoda, Seat). Naast de Euro5-versie zijn de series TREMO en M 27 in de tot nu toe niet wettelijk vastgestelde homologatie EEV leverbaar.
Verder wordt in de series FUMO en M 31 de dieselmotor F1C van Fiat Powertrain Technologies (Iveco/FPT F1C) ingebouwd. Net als de VW-motor is ook deze met Euro5- of EEV-certificering leverbaar en levert in de versies Tipper, Body en Carrier 145 pk, in de Carrier H daarentegen komt hij op 122 pk. Dezelfde motor wordt in de Iveco Daily gebruikt.
De drie huidige series zijn met verschillende transmissies leverbaar. Voor de modelserie FUMO is naast een handgeschakelde versnellingsbak met 5 versnellingen (vierwielaangedreven uitvoering met 10 versnellingen) een 2-traps hydrostatische transmissie met variabele snelheidsregeling leverbaar. De handgeschakelde 5- respectievelijk 10-versnellingsbak is ook voor de M 27 beschikbaar terwijl de TREMO uitsluitend met continu variabele transmissie beschikbaar is.
Tegenwoordig worden zeven voertuigen per dag geproduceerd.
- Gemeinsame Normdatei: 7734999-4
- Nationale Bibliotheek van Tsjechië: ph912510